# 1992 YG2
1992 YG2 är en asteroid i huvudbältet som upptäcktes den 18 december 1992 av den belgiske astronomen Eric W. Elst vid CERGA-observatoriet.
Asteroiden har en diameter på ungefär 3 kilometer.